# Prima Repubblica (Brasile)

Bandiera provvisoria utilizzata dal 15 al 19 novembre 1889.

La Prima Repubblica o República Velha (letteralmente "Vecchia Repubblica" in portoghese) è il periodo della storia brasiliana che va dal 1889 al 1930. La Republica Velha terminò il 3 novembre 1930 con la rivoluzione militare del 1930 che insediò Getúlio Vargas come nuovo presidente, dopo aver deposto l'ultimo presidente effettivo, Washington Luis.
In tale periodo il Brasile prese la denominazione di Stati Uniti del Brasile, in conformità alla Costituzione del 1891.
Gli storici dividono la Prima repubblica brasiliana in due periodi. 
- La "República da Espada" (1889-1894)[2] fu dominata da settori mobilitati dell'esercito appoggiati dai repubblicani, e va dalla proclamazione della repubblica all'insediamento del primo presidente civile, Prudente de Morais. Fu caratterizzata dalla centralizzazione del potere, sia per timore di un ritorno della monarchia, sia per evitare una possibile divisione del Brasile.
- La "República Oligárquica" (1894-1930)[3] andò fino alla Rivoluzione del 1930. Si caratterizzò per l'attribuzione di maggior potere alle élite regionali, specie al sudest del Paese. Le oligarchie dominanti erano le forze politiche repubblicane di San Paolo e Minas Gerais, che si alternavano alla presidenza. Questa egemonia viene chiamata politica del caffellatte, a causa dell'influenza del settore agrario paulista — con grande produzione di caffè — e del settore agricolo mineiro — produttore di latte —, che impedivano l'occupazione della principale carica del Potere Esecutivo da parte di rappresentanti di altri Stati economicamente importanti all'epoca, come Rio Grande do Sul e Pernambuco.

Secondo la nuova Costituzione repubblicana promulgata nel 1891, il governo era una democrazia costituzionale, ma la democrazia era nominale. In realtà, le elezioni erano truccate, gli elettori delle zone rurali erano sottoposti a pressioni o indotti a votare per i candidati scelti dai loro padroni (vedi coronelismo) e, se tutti questi metodi non funzionavano, i risultati elettorali potevano comunque essere modificati da decisioni unilaterali della commissione di verifica dei poteri del Congresso (le autorità elettorali nella República Velha non erano indipendenti dall'esecutivo e dal legislativo, dominati dagli oligarchi al potere).
La repubblica brasiliana non discendeva ideologicamente dalle repubbliche nate dalla Rivoluzione francese o da quella americana, anche se il regime brasiliano avrebbe tentato di associarsi a entrambe. La repubblica non aveva un sostegno popolare sufficiente per rischiare elezioni aperte. Si trattava di un regime nato da un colpo di Stato che si manteneva con la forza. I repubblicani nominarono Deodoro presidente (1889-91) e, dopo una crisi finanziaria, nominarono il maresciallo Floriano Vieira Peixoto ministro della Guerra per assicurarsi la fedeltà dei militari.

## Storia
Il primo partito repubblicano del Brasile fu il Partido Republicano Paulista (PRP), creato dalla Convenzione di Itu, nel 1873. Il PRP era un partito legalizzato, benché il Brasile del tempo fosse una monarchia. Il PRP riuscì a far eleggere solo tre deputati nell'Assemblea Generale dei Deputati, durante l'Impero del Brasile (1822-1889), tuttavia riuscì ad infiltrarsi nell'ambiente militare, il che fu decisivo per la caduta della monarchia costituzionale brasiliana, e pertanto dell'imperatore Pietro II. Assieme allo sviluppo economico del Secondo Impero; gli scontri con la Chiesa; i conflitti con l'esercito; il movimento repubblicano; e la fine della schiavitù, nel caso di quest'ultima, gli agrari, dapprima fedeli a Pietro II, si ribellarono alla monarchia e tradirono il sistema in vigore, diventando repubblicani poiché l’Impero non aveva previsto un congruo indennizzo (agli ex proprietari) per l'emancipazione degli schiavi.

### Proclamazione
Il colpo di Stato militare del 15 novembre 1889 ebbe successo, e detronizzò l'imperatore Pietro II. Comportamenti simili, in caso di "fiasco", avrebbero esposto a sanzioni per grave crimine, giusta il Codice penale del 1830:
"'Art. 87. Tentativo per posta, e con atti, di detronizzare l'Imperatore; di privarlo in tutto o in parte della sua autorità costituzionale; o di alterare il legittimo ordine di successione. Pena la reclusione con lavori forzati da cinque a quindici anni. Se il crimine è consumato: pene di ergastolo con lavori forzati nel massimo grado; pene di reclusione con lavori forzati per vent'anni nel medio grado; e per dieci anni nel minimo grado”.

I repubblicani di allora, come quelli che avevano fondato il Partito Repubblicano Carioca, furono chiamati, a partire dal 15 novembre, "repubblicani storici". I politici che aderirono alla repubblica solo dopo la sua proclamazione vennero chiamati "repubblicani del 16 novembre", il più noto dei quali era Ruy Barbosa.
Il 18 novembre, il Diário Popular di San Paolo pubblicò un articolo del giornalista Aristides Lobo, che era stato nominato Ministro degli Interni nel Governo Provvisorio ed era stato testimone oculare della proclamazione della Repubblica. In questo articolo di grande impatto, si dimostra che il movimento era essenzialmente militare, senza alcuna partecipazione popolare alla proclamazione della repubblica:
(Aristides Lobo)
.

### República da Espada
Con la vittoria del 15 novembre 1889 del movimento repubblicano capeggiato dagli ufficiali dell'esercito, fu stabilito un governo provvisorio, diretto dal maresciallo Deodoro da Fonseca, in cui tutti i membri dell'esecutivo insediati il 15 novembre erano massoni.
Durante il governo provvisorio fu decretata la separazione tra Stato e Chiesa; fu concessa la cittadinanza a tutti gli immigrati residenti in Brasile; furono nominati governatori alle province che si trasformarono in Stati.
La famiglia imperiale brasiliana fu bandita dal territorio brasiliano, e poté rientrarvi solo dal 1920, poco prima della morte (1921) della Principessa Isabella, erede al trono, e poco prima del centenario dell'indipendenza del Brasile, festeggiato nel 1922. Il decreto n. 120 del 3 settembre 1920 revocò il bando della famiglia imperiale.
Il "Governo provvisorio" terminò con la promulgazione della prima Costituzione repubblicana del Brasile, la Costituzione del 1891, il 24 febbraio 1891. Da quel giorno Deodoro divenne presidente costituzionale, eletto dal Congresso nazionale, e avrebbe governato fino al 15 novembre 1894. Deodoro, sostenuto dai militari, sconfisse il candidato civile Prudente de Morais.
Il 19 novembre fu creata una nuova bandiera nazionale, con il motto positivista "Ordine e Progresso", anche se l'intero motto dei positivisti era "Amore come principio, ordine come base e progresso come fine". Furono mantenuti i colori verde e giallo della bandiera imperiale, perché il decreto n. 4, che creò la bandiera repubblicana, nelle sue premesse afferma che: "i colori della nostra vecchia bandiera ricordano le lotte e le gloriose vittorie dell'esercito e della marina in difesa della patria, e che questi colori, indipendentemente dalla forma di governo, simboleggiano la perpetuità e l'integrità della patria tra le altre nazioni".
Il 23 dicembre 1889, il decreto 85A creò la prima legge repubblicana sulla stampa, in base alla quale una giunta militare poteva perseguire e giudicare sommariamente gli abusi dell'espressione del pensiero; questo decreto si guadagnò il soprannome di "decreto tappo" e fu rafforzato ed esteso dal decreto 295 del 29 marzo 1890. Era la prima volta che la stampa veniva censurata dal regno di Pedro I. Questi decreti che istituivano la censura sulla stampa furono revocati il 22 novembre 1890 con il decreto 1069.

#### Costituzione del 1891
All'inizio del 1890 iniziarono le discussioni per la stesura di una nuova costituzione, che sarebbe stata la prima costituzione repubblicana e sarebbe stata in vigore durante tutta la Vecchia Repubblica. Dopo un anno di negoziati con i poteri che governavano il Brasile, il 24 febbraio 1891 fu promulgata la Costituzione brasiliana del 1891. Il principale autore della Costituzione della Vecchia Repubblica fu Ruy Barbosa. La Costituzione del 1891 era fortemente ispirata alla Costituzione degli Stati Uniti. Un altro elemento rilevante in questo contesto fu l'influenza del Positivismo, una corrente filosofica formulata in Francia da Auguste Comte.

#### Governo Deodoro da Fonseca
Il maresciallo Deodoro da Fonseca è stato il primo presidente del Brasile, governando per 1 anno e 3 mesi nel "Governo provvisorio" e per 9 mesi come presidente eletto dall'Assemblea nazionale costituente il 25 febbraio 1891, ancora nella cosiddetta "Repubblica della Spada". Il suo governo fu segnato da crisi economiche e movimenti contro il suo modo autoritario di governare.
Il presidente, cercando soluzioni ai problemi economici del Brasile e di industrializzare davvero il Paese, optò per la continuazione nel processo di liberalizzazione dell'economia, chiamato enchilamento, iniziato già durante la monarchia, sotto l'ultimo ministro delle finanze imperiale, il visconte di Ouro Preto, e continuato da Ruy Barbosa, che consisteva nel permettere il credito gratuito alle imprese che avessero desiderato insediarsi nel territorio nazionale. Questa politica economica consentiva alle banche di emettere moneta senza alcun requisito di copertura aurea. Questa politica economica avrebbe dovuto consentire alle imprese di pagare i propri lavoratori e, aumentando il mercato dei consumatori, stimolare l'industria. Quel che avvenne, invece, fu che l'inflazione si impennò esageratamente. Le IPO alla borsa valori di Rio de Janeiro avvenivano con disinvoltura, anche per imprese fantasma, aggravando ulteriormente gli effetti negativi e minando la credibilità del processo.
Il 22 agosto 1891, il Congresso Nazionale approvò una serie di leggi volte a ridurre il potere del presidente della repubblica, Deodoro da Fonseca, che poi attuò un golpe con il Colpo del Tre novembre, avvenuto nel 1891. I suoi decreti firmati in questo giorno (scioglimento della legislatura e stato d'assedio) furono contrastati dalla resistenza in tutto il Paese. Dopo le pressioni dei militari, che puntarono i cannoni su Rio de Janeiro, Deodoro da Fonseca si dimise il 23 novembre 1891, lasciando al suo posto il vicepresidente Floriano Peixoto.
Tuttavia, il governo di Floriano Peixoto fu considerato incostituzionale perché si riteneva che Deodoro da Fonseca non avesse ancora compiuto due anni di mandato, come stabilito dall'articolo 42 della Costituzione del 1891, e che si dovesse procedere a nuove elezioni per il presidente e il vicepresidente.
L'articolo 42 della Costituzione del 1891 recitava: "Se, in caso di vacanza, per qualsiasi causa, della presidenza o della vicepresidenza, non sono ancora trascorsi due anni del mandato presidenziale, si procederà a nuove elezioni".
Floriano Peixoto argomentava, tuttavia, che Deodoro da Fonseca aveva prestato giuramento come Presidente della Repubblica il 15 novembre 1889, il che significava che era in carica da più di due anni, terminati il 15 novembre 1891, otto giorni prima delle dimissioni di Deodoro da Fonseca.

#### Governo di Floriano Peixoto
Durante il suo governo, Floriano Peixoto, cercando il sostegno popolare, adottò misure per migliorare le condizioni di vita della popolazione brasiliana, che dopo un governo di crisi economiche si trovava in una situazione tutt'altro che privilegiata. Il presidente cercò di ridurre le tasse sui beni di prima necessità e persino di azzerare l'imposta sulla carne. Nonostante ciò, non ricevette molto sostegno per rimanere al potere e il suo governo fu osteggiato dalla Rivoluzione Federalista e dalla Rivolta della Marina. A Floriano Peixoto successe il vincitore delle elezioni, Prudente de Morais, segnando la fine della "Repubblica della Spada" con l'elezione di una persona non militare e l'inizio della Repubblica oligarchica, caratterizzata dalla "politica del caffellatte".

### República oligárquica

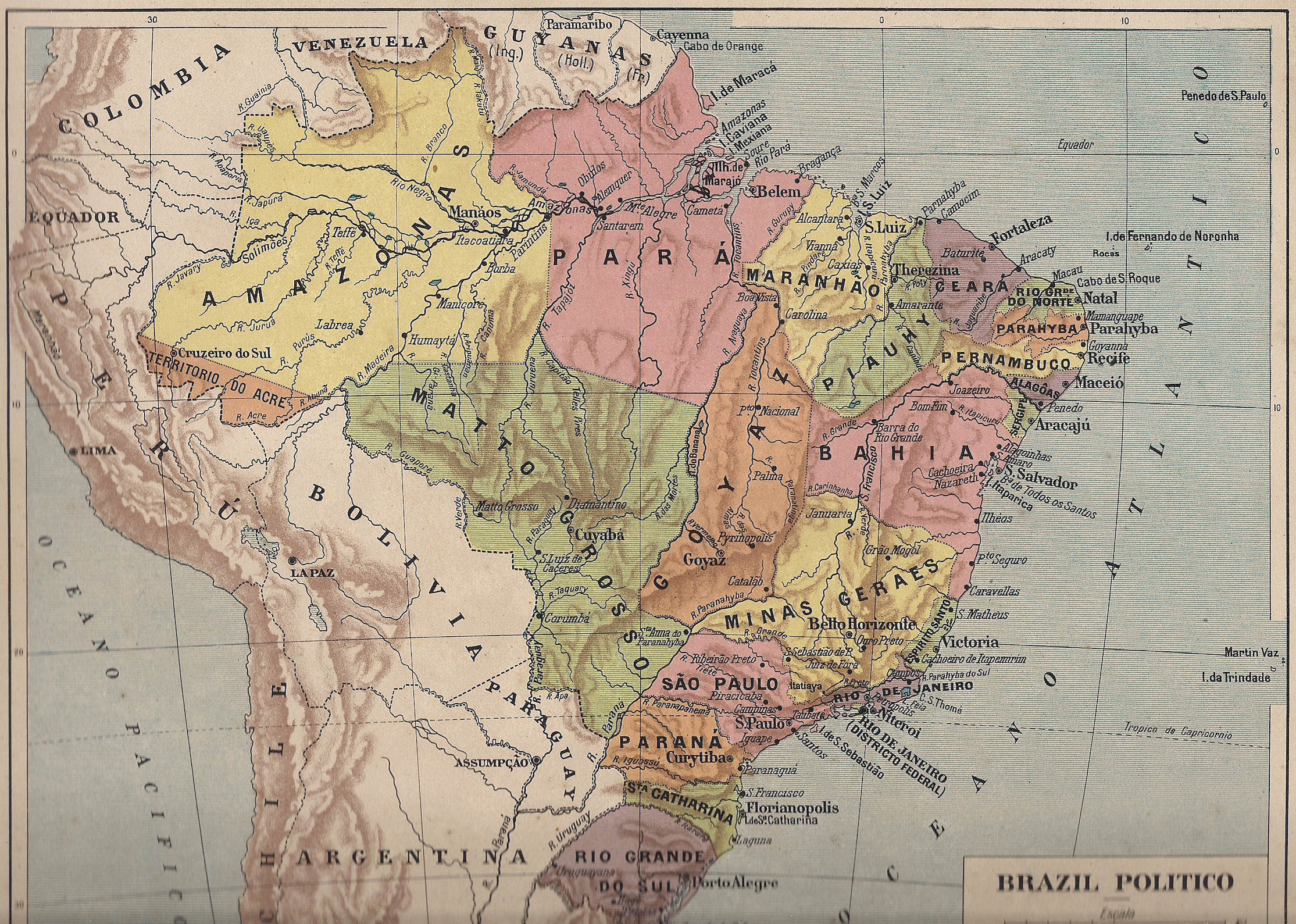
Il Brasile nel centenario della sua indipendenza (1922)

Nel 1894, con l'uscita di scena di Floriano Peixoto, cominciò a formarsi la República Oligárquica, dominata dalle oligarchie paulista, mineira e gaúcha. Minas Gerais era lo Stato [federato del Brasile] più popoloso, con il maggior numero di rappresentanti alla Camera dei Deputati, seguito da [lo Stato di] San Paolo.
I militari, che avevano portato alla Proclamazione della Repubblica, non si ritirarono immediatamente dalla politica. Solo dopo la morte di Floriano Peixoto nel 1895, il logoramento dell'esercito a causa della Campagna di Canudos, e l'assassinio del Ministro della Guerra del governo De Morais, i militari si ritirarono dal potere, tornando in politica solo tra il 1910 e il 1914 nel governo di Hermes da Fonseca e nel movimento noto come tenentismo negli anni 1920. Per questo si può dire che la Repubblica oligarchica si consolidò solo il 15 novembre 1898, con l'insediamento del secondo presidente civile, Campos Sales.
Nella República oligárquica (1894-1930), il potere politico federale rimase nelle mani delle oligarchie del caffè di San Paolo e Minas Gerais, influenzate anche dalla figura del senatore gaúcho Pinheiro Machado fino al 1916. São Paulo e Minas Gerais dominarono il governo federale per la maggior parte di questo periodo, dal 1894 al 1930, attraverso la cosiddetta "politica del caffellatte". Il termine "caffè" si riferisce allo Stato di São Paulo, il più grande centro di produzione ed esportazione di caffè del Paese, mentre "latte" si riferisce a Minas Gerais, un tradizionale produttore di latte. Minas Gerais era il secondo produttore di caffè della República Velha.
Il Rio Grande do Sul era determinante per la politica nazionale grazie al prestigio personale del senatore Pinheiro Machado, che però fu assassinato nel 1916. Da quel momento in poi, l'influenza del Rio Grande do Sul diminuì perché quello Stato fu dilaniato dall'annoso conflitto tra il Partido Republicano Rio-Grandense e il Partido Libertador. Quando questi due partiti furono finalmente uniti da Getúlio Vargas nel 1928, il Rio Grande do Sul poté finalmente lanciare un candidato alla presidenza: lo stesso Getúlio nel 1930.

#### Politica del caffellatte

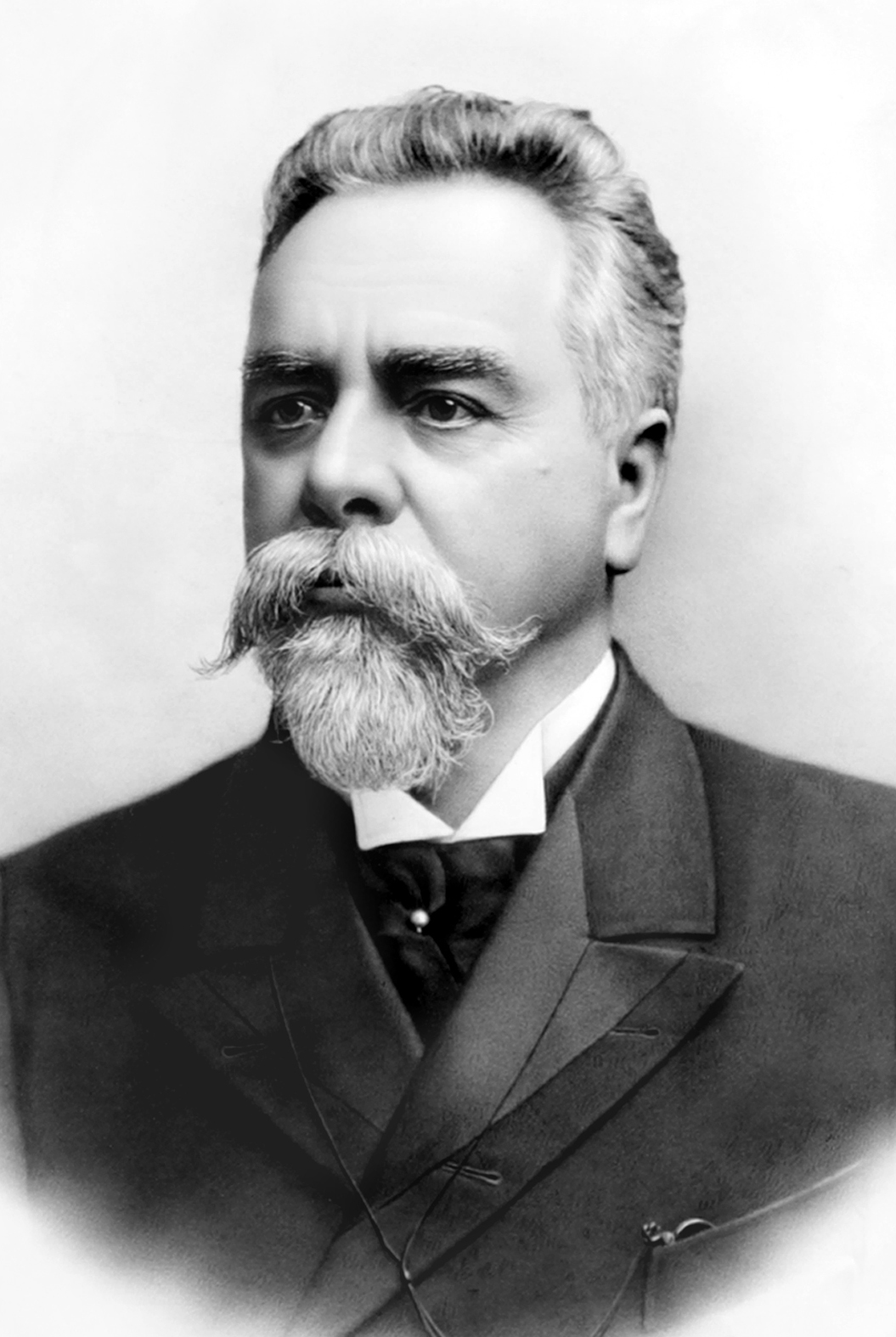
Il paulista Campos Sales. Fu con questo presidente che ebbe inizio formalmente la politica del caffellatte

La politica del café com leite fu un accordo firmato tra le oligarchie statali e il governo federale, affinché ci fosse un'alternanza di potere tra i politici di São Paulo e Minas Gerais. Fu istituita formalmente dal governo Campos Sales. Il nome di questo accordo riflette il fatto che San Paolo era importante produttore di caffè e Minas Gerais di latte. La scelta del presidente veniva quindi lasciata, a turno, al Partito Repubblicano Paulista (PRP) e al Partito Repubblicano Mineiro (PRM). Tale politica era aspramente criticata dagli imprenditori legati all'industria, che proprio in quel periodo stava in una fase di espansione.
Per garantire che il risultato del voto fosse quello desiderato dagli organizzatori della politica del caffellatte, essi utilizzavano diversi strumenti, tra cui il coronelismo, il voto "con la cavezza" e la politica dei governatori.
Questo equilibrio fu infranto da Washington Luís, che era dello Stato di São Paulo e sostenne un altro paulista, Júlio Prestes, per la presidenza. Con questa candidatura si ruppe il patto di staffetta tra São Paulo e Minas Gerais, che portò Minas Gerais ad allearsi con i politici del Rio Grande do Sul e a sostenere un altro candidato alla presidenza.
Da un lato, la politica rafforzò l'agricoltura e l'allevamento nel sud-est del Brasile. Da un altro, le regioni del Centro-Ovest, del Nord e del Nord-Est furono trascurate dai politici e i problemi di queste regioni si esacerbarono.
La politica del caffellatte, che inizialmente era un accordo politico in cui un uomo di San Paolo si candidava alla presidenza e un uomo di Minas Gerais alla vicepresidenza, nacque dalla preoccupazione di Campos Sales per la stabilità politica del Brasile, che non aveva partiti politici organizzati a livello nazionale. Fu l'espressione di Campos Sales della necessità di condurre la propria successione presidenziale nel 1902, per la quale Campos Sales nominò Rodrigues Alves, di San Paolo, come suo candidato alla presidenza:
(CAMPOS SALES)

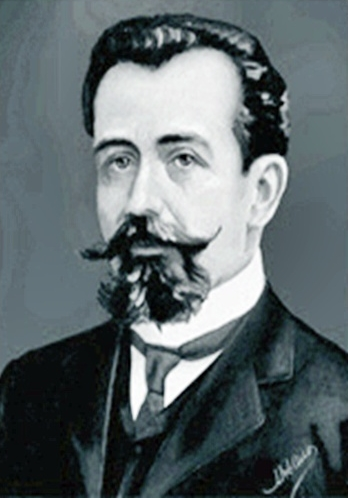
Il pernambucano Rosa e Silva, vicepresidente del governo Campos Sales. Il Rio Grande do Sul e il Pernambuco erano rispettivamente il terzo e il quarto Stato più industrializzati del Brasile nel 1907 (primo decennio della politica del caffellatte), dopo Rio de Janeiro, quindi il Distretto Federale, e São Paulo

Una caratteristica peculiare della politica brasiliana durante la Repubblica oligarchica fu la "politica degli Stati", comunemente nota come "politica dei governatori", istituita sotto Campos Sales.
Le elezioni presidenziali si tenevano ogni quattro anni il 1º marzo e gli eletti venivano insediati il 15 novembre dell'anno delle elezioni presidenziali. Il candidato ufficiale alla presidenza della Repubblica veniva scelto attraverso un accordo nazionale tra i presidenti di Stato.
Secondo questa opera di ingegneria politica, il potere federale non interferiva nella politica interna degli Stati e i governi statali non interferivano nella politica dei Comuni, garantendo loro autonomia politica e tranquillità nazionale.
Il Presidente della Repubblica appoggiava le azioni dei presidenti degli Stati, come la scelta dei loro successori, e in cambio i governatori davano sostegno politico al governo federale, collaborando all'elezione dei candidati al Senato federale e alla Camera dei deputati che davano il loro pieno appoggio al Presidente della Repubblica. In questo modo, gli eletti degli Stati al Senato federale e alla Camera dei deputati non ostacolavano il Presidente della Repubblica, che era libero di guidare il suo governo. I presidenti della Repubblica sarebbero sempre stati ex presidenti di Stato, il che garantiva loro una grande esperienza amministrativa.
A proposito della sua Politica degli Stati, Campos Sales spiegò:
E Campos Sales definì così la sua Politica degli Stati:

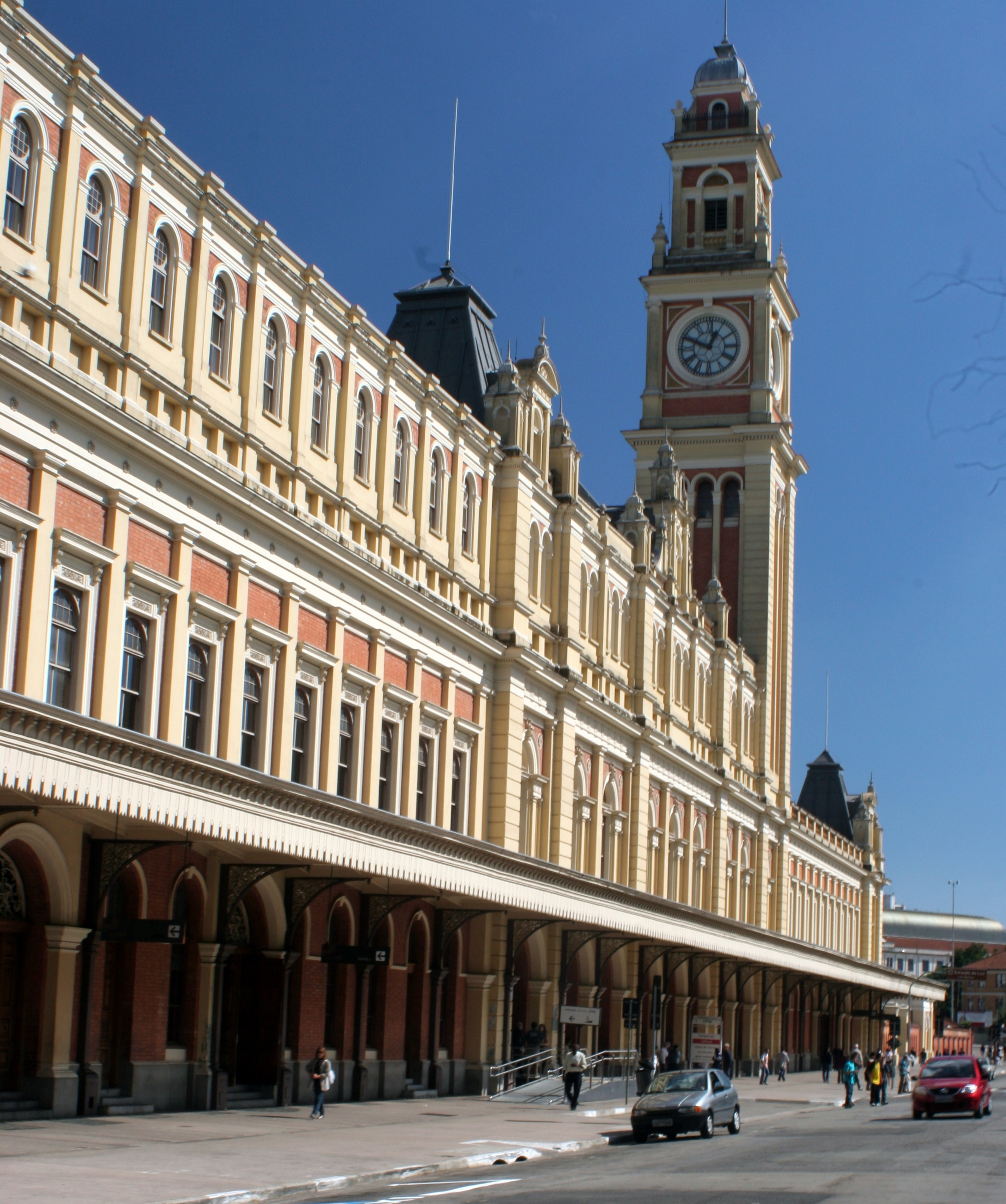
La stazione di Luz, uno dei simboli del potere paulista all'apice della politica del caffellatte

Le carriere politiche si svolgevano all'interno dei partiti politici repubblicani dei singoli Stati; non esistevano partiti politici nazionali. I partiti principali erano il PRM (Partido Republicano Mineiro), il PRP (Partido Republicano Paulista) e il PRR (Partido Republicano Rio-grandense).
All'inizio della Repubblica ci fu un tentativo di creare un partito politico nazionale, il Partito Repubblicano Federale, guidato da Francisco Glicério, che ebbe vita breve. Un altro partito organizzato a livello federale, anch'esso di breve durata, fu il Partito Repubblicano Conservatore, creato dal senatore Pinheiro Machado nel 1910, che si dissolse alla sua morte nel 1916.
In questi politici predominava lo spirito di governo liberale, e i politici di sinistra sarebbero apparsi nei partiti politici legalizzati solo dopo il 1930, nella República Nova.
L'accesso alla carriera politica era aperto a tutti nei partiti statali repubblicani, purché non si discostassero dal credo liberale repubblicano, che all'epoca era chiamato conservatore. I monarchici non sono mai stati accettati in politica, nemmeno oggi.
Ci fu un presidente mulatto: Nilo Peçanha e un vicepresidente mulatto Fernando de Mello Vianna (Melo Viana); diversi che ebbero un'infanzia povera, come lo stesso Nilo Peçanha, Epitácio Pessoa, Artur Bernardes e Delfim Moreira.
La maggior parte dei presidenti della República Velha avevano esordito come avvocati o pubblici accusatori. In generale, i presidenti della Prima Repubblica avevano iniziato la carriera politica con l'appoggio di leader politici locali (i "colonnelli"), ma, con l'eccezione dei tre presidenti paulisti, non erano colonnelli loro stessi.
La Politica degli Stati significava, infatti, l'impossibilità di un'opposizione di sinistra nella politica brasiliana, dal momento che i rappresentanti del popolo erano scelti attraverso patti tra il governo federale e i governi statali, legalizzati da elezioni fraudolente, senza spazio per candidati indipendenti di sinistra.
Durante questo periodo, esisteva la "Commissione per la verifica dei poteri" del Congresso nazionale, un organo incaricato di sorvegliare il sistema elettorale brasiliano, che non ratificava i parlamentari eletti non allineati alla "Politica degli Stati".
L'unica volta che la "politica degli Stati" fallì fu quando Afonso Pena morì finché era presidente, e il controllo della successione presidenziale passò a Nilo Peçanha. Egli sostenne il candidato militare Hermes da Fonseca, che il 1º marzo 1910 sconfisse il candidato Ruy Barbosa, appoggiato da São Paulo, che lanciò il suo governatore Albuquerque Lins come candidato vicepresidente al posto di Ruy Barbosa, nella cosiddetta Campagna Civilista.

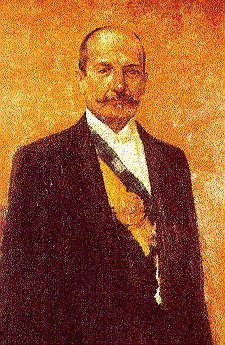
Il presidente Hermes da Fonseca

Il maresciallo Hermes da Fonseca fu quindi eletto per governare dal 1910 al 1914. Ne conseguirono quattro anni di guerra civile negli Stati, marcata dalla Política das Salvações, attraverso la quale si cercò, con l'appoggio del governo federale, di rovesciare quasi tutti i presidenti degli Stati che non appoggiavano l'elezione di Hermes da Fonseca.
San Paolo riuscì a rimanere libero dall'intervento federale, soprattutto perché il consigliere Rodrigues Alves, che godeva di grande prestigio in tutto il Brasile, assunse la carica di presidente il 1º maggio 1912 e il governo del maresciallo Hermes da Fonseca non osò rovesciarlo.

### Politica dei governatori
Esisteva una politica in cui il presidente sosteneva i governatori dei singoli Stati, e i governatori garantivano l'elezione al Congresso di alcuni candidati ufficiali, creando così un sostegno reciproco tra i governatori e il presidente. Questa politica, stabilita sotto Campos Salles, fu chiamata politica dei governatori. Viene talora confusa con la politica del caffellatte, ma quest'ultima fu uno sviluppo della politica dei governatori.
Questa politica univa gli interessi dei politici locali, soffocati dalla monarchia, con la politica federale, che sosteneva il settore del caffè. In questo modo, c'era autonomia sia per il governo federale che per le oligarchie statali, anche se l'uno dipendeva politicamente dalle altre.
Il rafforzamento dei colonnelli fu una delle conseguenze di questa politica. Poiché i governatori avevano bisogno di sostenere politicamente il governo federale, le oligarchie statali iniziarono a manipolare le elezioni di senatori e deputati per rafforzare altresì il presidente della Repubblica. Per questo, il modello elettorale dell'epoca, che non richiedeva il voto segreto, era fondamentale.
Un'altra conseguenza di questa politica fu il predominio di San Paolo e Minas Gerais sugli altri Stati, al punto da controllare gli accordi per la successione presidenziale per più di trent'anni. Questa conseguenza fu per l'appunto la politica del caffellatte.

### Coronelismo

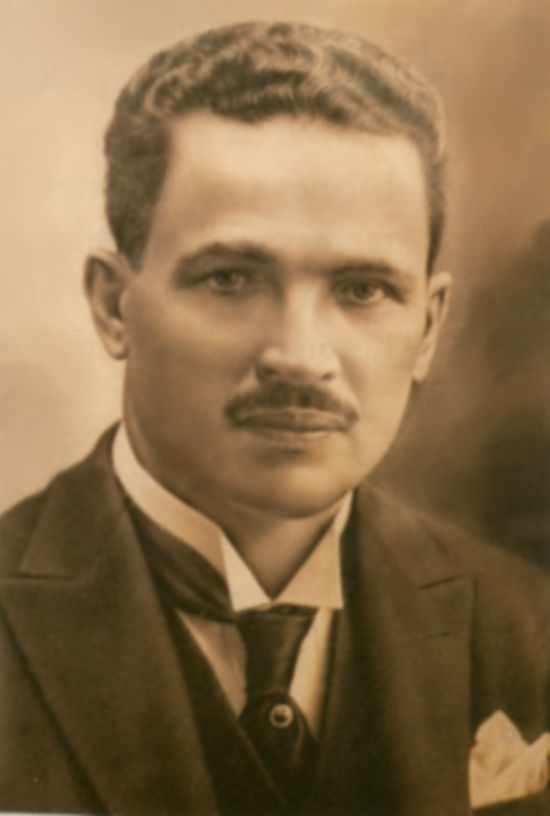
Horácio de Matos, "colonnello" del Bahia

La figura "carismatica" del "colonnello" era quella che organizzava la vita politica, a diretto contatto con la popolazione nei comuni. Sempre agricoltore e di solito leader della massoneria locale, il colonnello, nonostante il suo nome, era essenzialmente un leader civile in un Paese in cui l'80% della popolazione era rurale e in cui bisognava percorrere molta strada per fare politica. Il colonnello era il collegamento tra la popolazione e il potere statale.
Durante la Vecchia Repubblica, i colonnelli avevano il dominio sulle loro terre e l'influenza su alcune regioni. Il dominio dei colonnelli sulle loro terre permetteva loro di controllare gli elettori nei loro "recinti elettorali", che erano regioni controllate politicamente dai colonnelli, in modo che questi elettori votassero sempre per i candidati imposti dal colonnello. Questo tipo di voto era noto come voto de cabresto ("voto con la cavezza").
Il potere degli agrari divenne così grande che il geografo francese Pierre Monbeig, nel suo studio "'Pionieri e contadini di San Paolo'", chiamò il governo dello Stato di San Paolo della vecchia repubblica "'Il governo dei contadini'". Il potere e l'autonomia del colonnello erano molto grandi, al punto che un fratello del presidente Rodrigues Alves disse:
I jagunço (una via di mezzo tra le guardie campestri e i "bravi" manzoniani) controllavano i voti attraverso la coercizione fisica. Gli elettori che si opponevano alla volontà del colonnello venivano puniti con la perdita del lavoro o addirittura con l'omicidio. Per controllare i voti, i colonnelli truccavano anche le votazioni, alterando i voti, facendo sparire le urne e sponsorizzando inoltre la pratica del voto fantasma, che consisteva nel falsificare i documenti in modo che gli elettori potessero votare più volte e persino utilizzare nelle elezioni nomi di persone decedute.
In cambio di alcuni favori politici, i colonnelli assicuravano l'elezione di certi rappresentanti che controllavano la scena politica nazionale. Senza difficoltà, l'esito delle elezioni poteva essere alterato per favorire la piccola élite dei proprietari terrieri.
Il termine "colonnello" iniziò a essere usato in Brasile dai leader politici locali già nel periodo della Reggenza, a partire dal 1831, quando fu creata la Guardia Nazionale per sostituire le Compagnie d'Ordenanças, soppresse in quell'anno e che avevano avuto una grande importanza durante il Brasile coloniale.
Il grado più alto della Guardia Nazionale era quello di colonnello, che veniva assegnato al proprietario terriero più importante di una regione in cui era presente un battaglione della Guardia Nazionale. La Guardia Nazionale si distinse nelle Rivolte liberali del 1842, nella Guerra contro Oribe e Rosas e nella Guerra del Paraguay, quando i proprietari terrieri appoggiarono anche le truppe dei volontari della patria, convocandole e radunandole, ottenendo così un enorme sostegno in questo periodo. Gradualmente, dopo la Guerra del Paraguay, la Guardia Nazionale divenne simbolica, non raccogliendo più truppe, e fu abolita nel 1918 durante il governo di Venceslau Brás.
Il coronelismo perse forza dopo la rivoluzione del 1930 e ha quindi cessò di esistere in diverse regioni del Brasile. Tuttavia, alcune pratiche del coronelismo, come i brogli elettorali e la compravendita di voti, continuarono per molto tempo in varie regioni del Brasile.

### Movimenti rivoluzionari
Ci furono diverse rivolte popolari durante la Vecchia Repubblica. Durante il periodo militare (1889-1894) ci fu la Rivolta della Marina, una seria minaccia per il governo di Floriano Peixoto, e una rivoluzione regionale, la Rivoluzione federalista.
Durante il periodo civile (1894-1930), oltre alla questione esterna dell'annessione di Guerra dell'Acre, si verificarono nel Paese importanti rivolte interne di carattere localizzato: la Guerra di Canudos, la Rivolta dei vaccini, la Rivolta della frusta, la Sedizione di Juazeiro e la Guerra del Contestado. Altre rivolte negli Stati, oltre alla Rivoluzione Federalista, furono la Rivoluzione del 1923 e la Repubblica di Princesa, che ebbe luogo in Paraíba nel 1930. Nessuna di esse, tuttavia, fu un tentativo di rovesciare il governo federale.
Invece, il movimento tenentista, che portò alla rivolta del Forte di Copacabana nel 1922 e la Colonna Prestes a partire dalla Rivolta paulista del 1924, rappresentò una seria minaccia per il governo federale. Anche se furono sconfitti, il malcontento generale nei confronti del regime della Vecchia Repubblica, sia da parte di settori della società civile esclusi dai processi decisionali, sia da parte dei ranghi inferiori dell'esercito, portò nell'ottobre del 1930 al movimento che pose fine a questo periodo della storia brasiliana.
In questo periodo si verificarono anche i primi scioperi operai nel 1907 e nel 1917 (chiamati, all'epoca, movimenti paredista o pareti) e la crescita di movimenti anarchici e comunisti nei principali centri urbani del Paese, soprattutto tra gli immigrati spagnoli e italiani.

### Prima Guerra mondiale

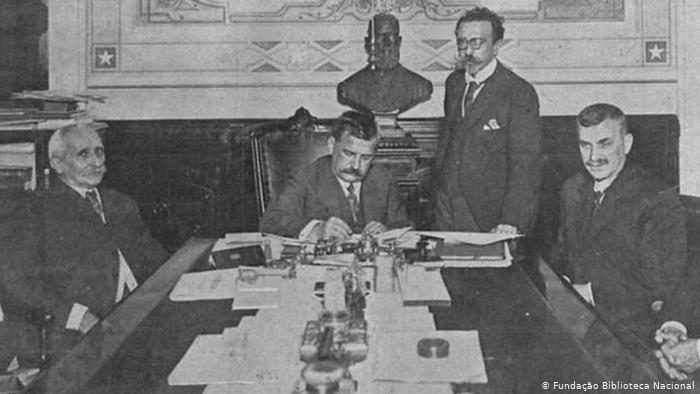
Il presidente della repubblica, Venceslau Brás, dichiara guerra all'Impero tedesco e relativi alleati, 1917

Pur avendo dichiarato ufficialmente la neutralità nel 1914 a causa del blocco imposto dalla marina tedesca ai porti di Inghilterra e Francia, il Brasile si trovò inevitabilmente coinvolto nel prolungamento del conflitto, che inizialmente si pensava fosse una guerra geograficamente limitata e di breve durata, visto l'affondamento da parte dei sottomarini tedeschi di navi della marina mercantile brasiliana che percorrevano una rotta commerciale vicina alle coste anglo-francesi. Per ovviare alla mancanza di infrastrutture militari-industriali del Paese, l'amministrazione eletta nel 1918 sviluppò un piano strategico per partecipare efficacemente al conflitto in Europa.
Tuttavia, a causa della travagliata situazione interna, sia dal punto di vista politico sia per la forte opposizione popolare a un maggiore coinvolgimento nel conflitto, il tutto aggravato dal diffondersi dell'epidemia di influenza spagnola nell'ultimo anno di guerra e dalla fine della guerra stessa nel 1918, la partecipazione militare del Paese al conflitto si limitò all'invio di una squadra navale per partecipare alla guerra antisommergibile nell'Africa nord-occidentale e nel Mediterraneo e di una missione militare sul fronte occidentale, composta da personale medico, aviatori e membri di varie armi terrestri. Sebbene irrilevante per l'esito del conflitto, questa partecipazione valse al Paese un seggio alla Conferenza di Versailles e ne fece uno dei fondatori della Società delle Nazioni.

### Settimana di arte moderna

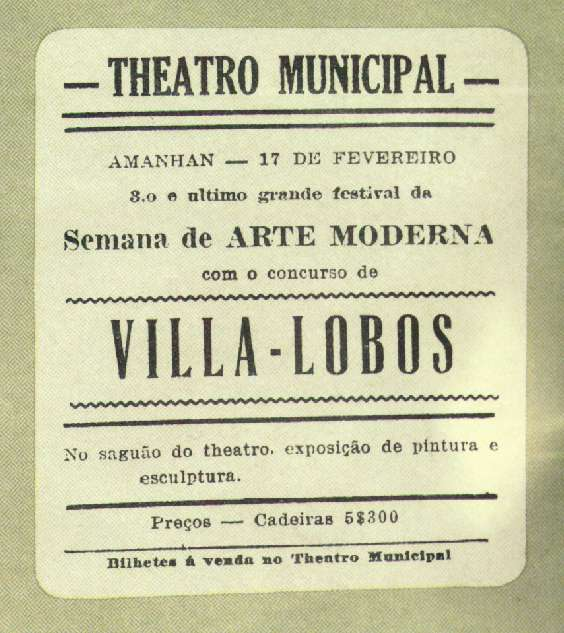
Manifesto che annuncia l'ultimo giorno della Semana de Arte Moderna

Artisti e intellettuali, influenzati dalle trasformazioni dell'epoca e dall'effervescenza della scena politica, organizzarono la Settimana d'Arte Moderna del 1922 durante il governo di Epitácio Pessoa nel San Paolo, che diede il suo appoggio. A sostenere la Settimana d'Arte Moderna fu anche l'organo del PRP, il Correio Paulistano, e due membri del PRP parteciparono alla Settimana: Menotti Del Picchia e Plínio Salgado. Il movimento emerse come una pietra miliare nella storia culturale del Paese e propose un rinnovamento delle arti, aprendo spazio all'arte di origine nazionale.
La Settimana si svolse al Teatro Municipale di San Paolo (dall'11 al 18 febbraio), con una mostra di dipinti moderni di Anita Malfatti e spettacoli il 13, 15 e 17 febbraio.
Il secondo giorno fu il più controverso, quando il poeta Menotti del Picchia, nella sua conferenza, declamò:
Il movimento portò alla pubblicazione di libri importanti, tra cui Martim Cererê di Cassiano Ricardo, Macunaíma di Mário de Andrade, Memórias Sentimentais de João Miramar di Oswald de Andrade e O Estrangeiro di Plínio Salgado. La settimana fu oggetto di critiche; una delle più aspre venne da Monteiro Lobato.

### Decadenza e fine
In virtù della politica degli Stati di São Paulo e Minas Gerais, Artur Bernardes fu eletto presidente nel 1922. La sua elezione fu però segnata dalla crisi delle lettere false. Gli venne consegnato un Paese in crisi, a causa delle continue ribellioni, dei disordini militari e dei primi effetti della crisi dopo la Grande Guerra. Per questo motivo, il governo di Artur Bernardes divenne noto per aver decretato e rinnovato costantemente lo stato d'assedio.
A San Paolo, i tenenti si sollevarono nella rivoluzione del 1924, sotto il comando di Isidoro Dias Lopes e dei fratelli Juarez e Joaquim Távora. La rivoluzione occupò persino la capitale dello Stato. Nel Rio Grande do Sul, la Colonna Prestes iniziò una marcia che durò fino al 1927, combattendo contro le forze fedeli al governo.
Nel 1926 entrò in carica Washington Luís, il cui motto era "governare è aprire strade". A differenza del suo predecessore Artur Bernardes, divenne popolare dopo il suo insediamento. Washington Luís era conciliante, per questo sospese lo stato d'assedio, ma non dichiarò l'amnistia, anche se rilasciò i prigionieri militari e civili.
Come presidente, Washington Luís aveva l'appoggio dei proprietari terrieri e allo stesso tempo dialogava con le richieste dei gruppi politici urbani. Pur essendo un intermediario tra i gruppi urbani e quelli al potere, Washington Luís promulgò la Lei celerada nel 1927, temendo che l'opposizione potesse destabilizzare il governo. La Lei Celerada censurava la voce dell'opposizione, le espressioni della popolazione e le loro riunioni. La stampa non aveva la libertà di pubblicare, e l'intento di reprimere i movimenti dei lavoratori e dei tenenti tolse anche al popolo il diritto di organizzare riunioni.
Dopo aver designato un altro paulista per la successione presidenziale, Washington Luís scontentò l'oligarchia di Minas Gerais, che si alleò con altre oligarchie, come quella del Rio Grande do Sul. Júlio Prestes, il candidato di Washington, ottenne la vittoria, ma non gli fu riconosciuta perché l'Alleanza Liberale (il nome dato agli alleati di Rio Grande do Sul, Minas Gerais e Paraíba) denunciò brogli elettorali. Gli Stati alleati, soprattutto il Rio Grande do Sul, organizzarono una rivolta armata. La situazione peggiorò ulteriormente quando il candidato vicepresidente di Getúlio Vargas, João Pessoa, fu assassinato a Recife, capitale del Pernambuco. Poiché i motivi di questa morte erano poco chiari, la propaganda di Getulio Vargas ne approfittò per usarla a suo favore, dando la colpa all'opposizione e alla crisi economica accentuata dalla crisi del 1929; l'indignazione quindi aumentò e l'Esercito - che si era opposto al governo in carica fin dal tenentismo - si mobilitò a partire dal 3 ottobre 1930, facendo leva anche su ufficiali di alto rango. Il 24 ottobre 1930, Washington Luís fu deposto e il Governo Provvisorio del 1930, composto da due generali di divisione e un contrammiraglio, si attribuì il governo federale. Il mese successivo, il 3 novembre, Júlio Prestes fu deposto e fuggì. Washington Luís fu esiliato e il potere passò dalla Giunta provvisoria a Getúlio Vargas, dando inizio all'Era Vargas, un periodo di 15 anni che segnò la storia del Paese.

### Società studentesche
Il periodo dal 1889 al 1930, noto come Vecchia Repubblica, era conosciuto anche come "Prima Repubblica", "Repubblica dei baccellieri", "Repubblica massonica" e "Repubblica dei burocrati", perché tutti i presidenti civili dell'epoca avevano una laurea in legge. Quasi tutti si laurearono presso la Facoltà di Legge di Largo de São Francisco dell'Università di San Paolo, ad eccezione di Epitácio Pessoa (che in ogni caso era un giurista). Artur Bernardes iniziò gli studi di legge presso la Libera Facoltà di Giurisprudenza (oggi Facoltà di Giurisprudenza dell'Università Federale di Minas Gerais) e li completò a São Paulo. Quasi tutti erano affiliati alla massoneria.
E quasi tutti, tranne Epitácio Pessoa, erano membri di una società segreta della Facoltà di Legge di Largo de São Francisco dell'Università di San Paolo, chiamata "Bürschenschaft Paulista", o "Studentenverbindung" (qualcosa di simile alla fratellanza cameratesca in tedesco), meglio conosciuta come Bucha, creata nel 1831 dal professor Julius Frank (1808-1841). Quando raggiungevano alte cariche politiche, i membri del Bucha cercavano di chiamare nella loro squadra i colleghi del Bucha. Carlos Lacerda così descriveva la Bucha:
(Carlos Lacerda)
Anche i candidati dell'opposizione alla presidenza della Repubblica erano massoni: Ruy Barbosa, anch'egli membro della Bucha, fu candidato tre volte, il Gran Maestro Lauro Sodré fu candidato due volte e l'ex presidente della Repubblica (1909-1910) e Gran Maestro del Grande Oriente del Brasile, Nilo Peçanha, fu candidato dell'opposizione nel 1922. Anche Afrânio de Melo Franco, che governò di fatto il Brasile quando Delfim Moreira si ammalò, era un membro della Bucha. Nilo Peçanha ed Epitácio Pessoa furono gli unici presidenti civili a non appartenere alla Bucha, poiché si erano laureati in legge a Recife.

## Demografia
Il confronto tra i censimenti demografici del 1890 e del 1920 mostra i progressi compiuti nel periodo - non c'è stato alcun censimento nel 1930. Dai 14,3 milioni di persone del 1890, il Brasile è passato a 30,5 milioni nel 1920, con un aumento del 113% nei tre decenni. La popolazione urbana del Paese era del 7,4% nel 1890 e raggiungeva il 10% nel 1920. Il 93,6% dei brasiliani lavorava in campagna nel 1890, mentre nel 1920 questa percentuale era dell'87,2%. Il consumo di elettricità in Brasile era di 16 Gwh nel 1900, mentre nel 1920 è salito a 775 Gwh. Anche l'alfabetizzazione è progredita. Nel 1890, solo il 17,4% della popolazione brasiliana era alfabetizzata. Nel 1920, il tasso era salito al 28,8%.

## Economia
Nel campo dell'economia, predominava l'esportazione del caffè, base dell'economia e maggiore fonte di entrate fiscali. Fu anche un periodo di modernizzazione, con grandi esplosioni di industrializzazione, come quella avvenuta durante la Prima Guerra Mondiale. Tuttavia, l'economia continuò a essere dominata dalla coltivazione del caffè fino al crollo della Borsa di New York durante la Crisi del 1929.

### Il ciclo della gomma

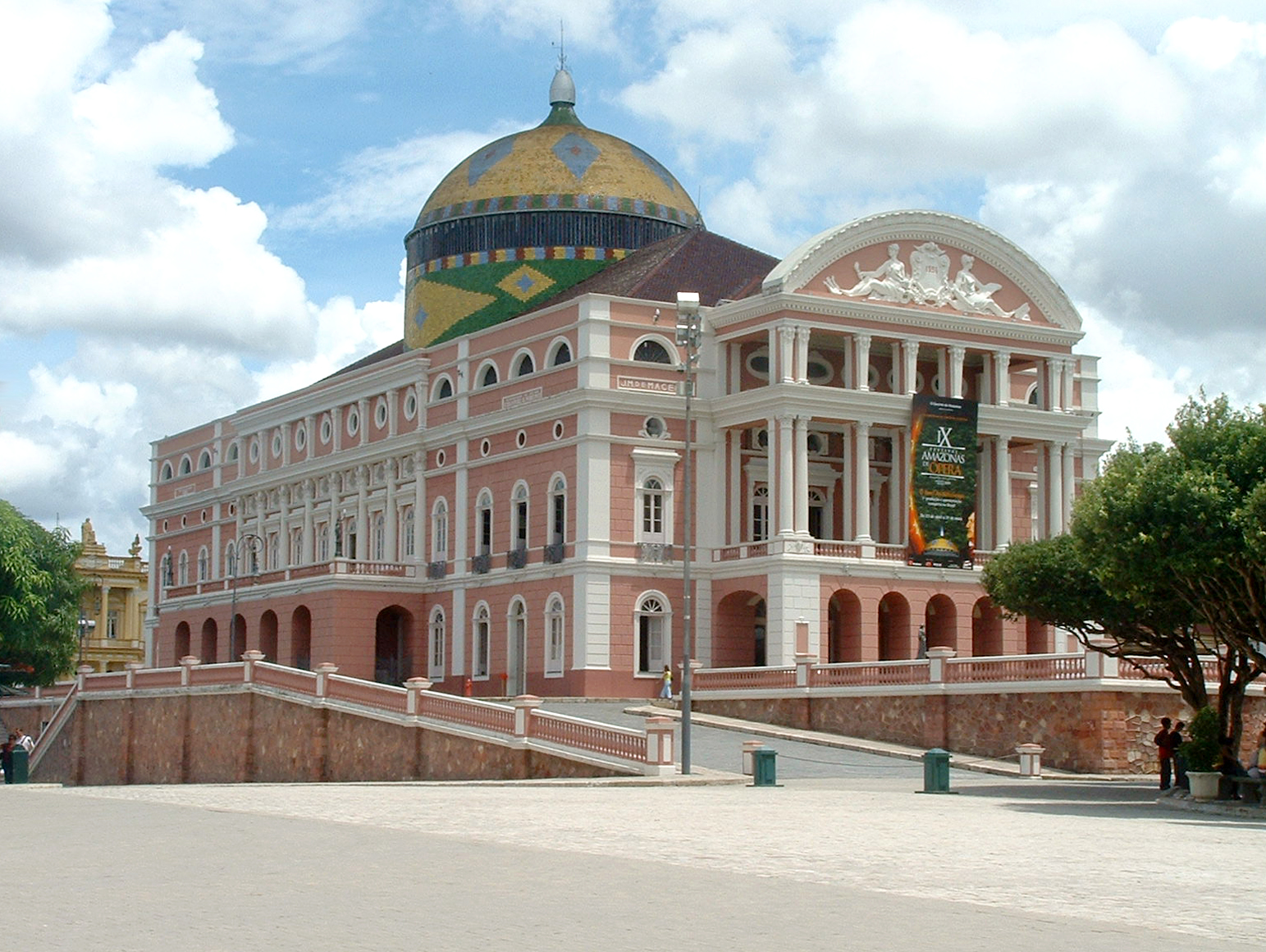
Il ciclo della gomma trasformò le città amazzoniche in prosperi centri economici e culturali. Teatro Amazonas nella città di Manaus

All'inizio della Vecchia Repubblica, la produzione e l'esportazione di caucciù dalla regione amazzonica subirono un'impennata. La gomma arrivò a occupare il secondo posto nella lista delle esportazioni brasiliane, seconda solo al caffè.
L'albero della gomma, una pianta del genere Hevea, e della famiglia Euphorbiaceae, è un albero spontaneo dell'Amazzonia che si trova facilmente nelle sue foreste, rendendo spesso superfluo piantarlo. Effettuando alcuni tagli sul tronco, il coltivatore estrae un liquido lattiginoso e appiccicoso. Questo liquido si asciuga e forma una palla morbida. La palla è la materia prima per la produzione di gomma. La gomma era già conosciuta nel XIX secolo. Ma aveva il difetto di diventare morbida nei giorni caldi e fragile in inverno.
Nel 1839, l'ingegnere americano Charles Goodyear scoprì che questo problema poteva essere risolto mettendo la gomma nel fuoco per stimolare una reazione chimica che coinvolgeva lo zolfo, un processo noto come vulcanizzazione. Da quel momento in poi, la gomma si affermò nell'industria mondiale: era la materia prima per la produzione di pezzi di ricambio, suole di scarpe, pavimenti e tetti, guanti, guarnizioni, ecc. All'inizio del XX secolo, l'industria automobilistica iniziò a svilupparsi in modo spettacolare. I pneumatici delle auto sono fatti di gomma. Questa materia prima era un'esclusiva dell'Amazzonia.
Tra il 1890 e il 1920, la gomma è stata la seconda esportazione del Brasile, seconda solo al caffè. Molti proprietari terrieri, titolari di piantagioni di caucciù, divennero milionari e Manaus e Belém costruirono splendidi palazzi per questi baroni del caucciù. Uomini così ricchi che, solo per fare scena, si facevano lavare i panni a Parigi. Ci fu un grande sviluppo della città di Manaus che si caratterizzò per i suoi edifici, in particolare il Teatro Amazonas di Manaus. Nella giungla, però, era diverso. Vi lavoravano i peones. Si trattava in genere di nordestini che erano fuggiti dal latifondo e dalla caatinga secca per ritrovare il latifondo nella giungla.
Per alcuni anni, la gomma brasiliana dominò il mercato internazionale, fino a quando l'Inghilterra, verso il 1920, iniziò a produrla su larga scala nelle sue colonie del Sud-Est asiatico, dopo aver contrabbandato piantine di gomma dal Brasile. Il prezzo internazionale della gomma subì un brusco calo e la gomma brasiliana perse i suoi mercati. Le piantagioni di caucciù furono abbandonate e l'Amazzonia tornò alla stagnazione economica. Grazie al caucciù, tuttavia, il Brasile riuscì, attraverso accordi e trattati internazionali, a espandere il territorio dello Stato di Amazonas e a incorporare Acre nel territorio brasiliano.

## Retaggio

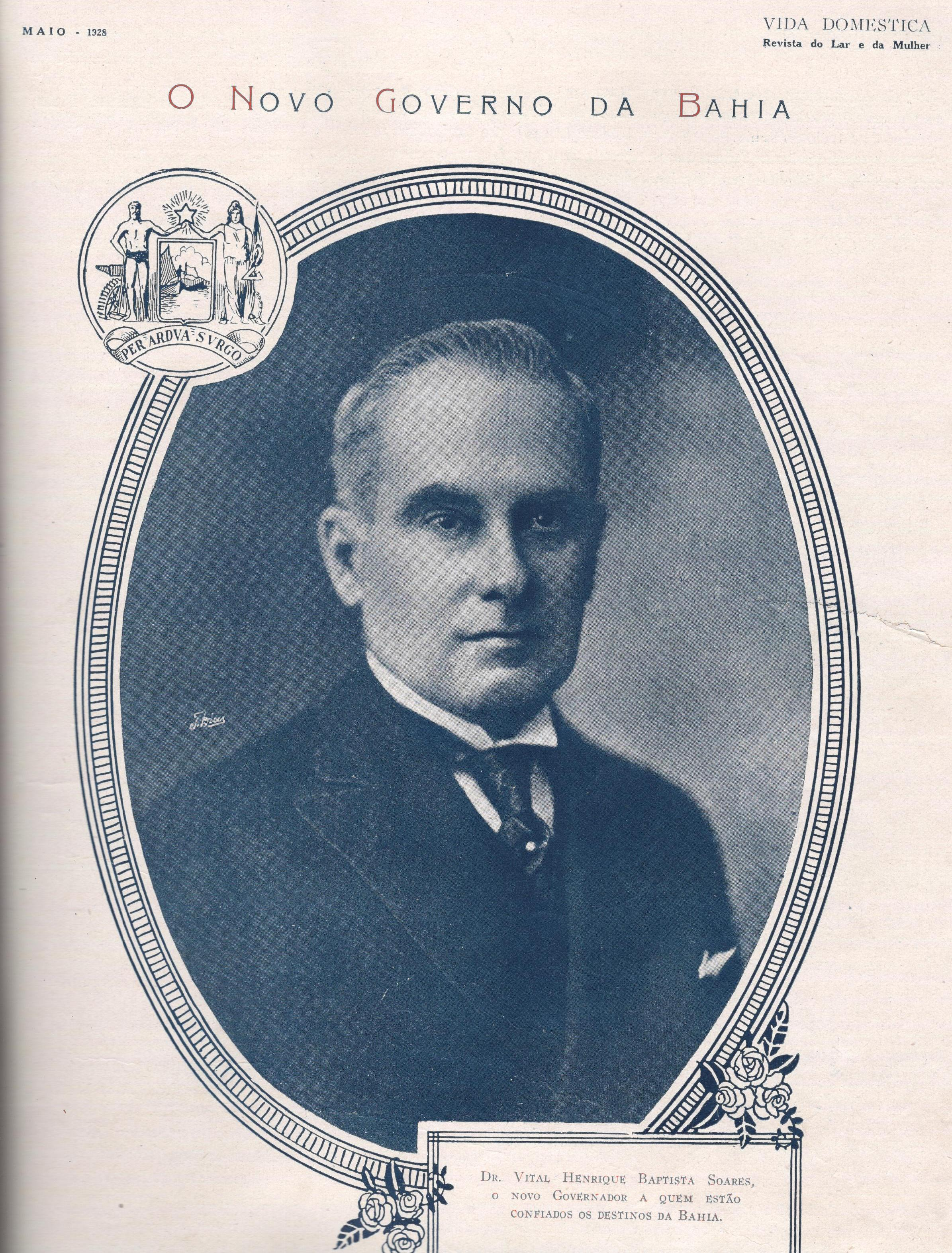
Vital Soares, l'ultimo Governatore del Bahia durante il periodo della República Velha

I monarchici e i politici che fecero carriera dopo il 1930 erano avversari della Vecchia Repubblica.
Nella Vecchia Repubblica, il pensiero dei politici verteva in generale sulla difesa del Paese, sulle leggi, sul consolidamento dei confini, a differenza di quanto sarebbe accaduto dopo la Rivoluzione del 1930, quando i politici assunsero un orientamento di sinistra, parlando di conflitti sociali e denigrando l'immagine dei politici della Vecchia Repubblica.
Solo pochi studiosi difendono la Vecchia Repubblica da un punto di vista liberale, sostenendo che la corruzione era minima nella Vecchia Repubblica e sottolineando che diversi presidenti dell'epoca morirono poveri. I difensori della Vecchia Repubblica sottolineano anche che non c'era alcun intervento dello Stato nell'economia, ad eccezione della difesa del caffè, il che permise una grande crescita industriale e la modernizzazione del Paese senza i problemi della nazionalizzazione dell'economia, scelta comune dopo il 1930.
I monarchici, da parte loro, fecero notare che l'Impero brasiliano aveva goduto di un periodo di pace di 40 anni, senza precedenti al mondo, dal 1849 al 1889. Poiché, a differenza dell'Impero, nella Vecchia Repubblica c'erano molti conflitti armati e violenze, i monarchici accusavano la Vecchia Repubblica di essere stata la causa di tante rivolte politiche.
Da parte loro, i difensori dell'antica Repubblica sostennero che questi conflitti politici erano inevitabili con l'urbanizzazione del Paese e che la Politica degli Stati del dottor Campos Sales era molto buona e che solo quando questa "Politica degli Stati" non è stata seguita si sono verificate rivolte armate.
I cittadini sopravvissuti a quel primo periodo repubblicano richiamarono l'attenzione sulla situazione generalmente pacifica e ordinata del Paese in quel periodo. Questi testimoni ricordarono che la violenza urbana era minima; ricordarono anche che i politici dell'epoca erano uomini seri con un grande fascino patriottico e che gli scontri politici avvenivano più a livello di idee e meno a livello di conflitto di classe sociale, come avviene oggi.
La condotta onorevole dei politici della Vecchia Repubblica fu attestata dalla stessa Rivoluzione del 1930, che istituì una Giustizia rivoluzionaria e uno speciale Tribunale e Consiglio di Sanzioni, attraverso i decreti n. 19.298 e 19.440, entrambi del 1930, con l'obiettivo di indagare su eventuali deviazioni e corruzione dei politici deposti e non trovò nulla di irregolare, chiudendo le sue attività dopo mesi di indagini infruttuose.
La Vecchia Repubblica è nata agricola e rurale, in un Paese senza confini definiti, ed è arrivata nel 1930 con confini pacificamente definiti, industrializzata e urbanizzata, dicono i difensori della Vecchia Repubblica.
I critici della Vecchia Repubblica, invece, affermano che i vizi e le deviazioni della "Politica degli Stati" erano gravi e che essa non era in grado di assorbire i nuovi conflitti e problemi derivanti dall'urbanizzazione e dalla crescita accelerata della popolazione.

### Valutazione di Washington Luís
Washington Luís, che era anche uno storico, nel suo messaggio del 1927 al Congresso Nazionale, valutò i progressi raggiunti dal Brasile della Vecchia Repubblica, confrontando i dati statistici del 1888 con quelli del 1926, elogiando, tuttavia, i 50 anni di pace interna raggiunti dall'Impero del Brasile. L'analisi dei dati del presidente è contenuta nella tabella:
| Criteri                                  | Nell'anno 1888         | Nell'anno 1926                       |
| ---------------------------------------- | ---------------------- | ------------------------------------ |
| Municipi                                 | 916                    | 1 407                                |
| Abitanti                                 | 13 788 872             | 36 970 972                           |
| Porti                                    | 1                      | 8                                    |
| Strade                                   | 360 km                 | 53 248 km                            |
| Linee telefoniche                        | 18 022 km              | 82 213 km                            |
| Ferrovie                                 | 9 322 km               | 31 330 km                            |
| Centrali idroelettriche                  | 1                      | 426                                  |
| Tonnellate di merci nel commercio estero | 597 562                | 1 852 642                            |
| Giornali                                 | 533                    | 2 376                                |
| Febbre gialla                            | C'era la febbre gialla | La febbre gialla era sotto controllo |

E concluse:

## Elenco dei presidenti della Vecchia Repubblica
I presidenti del periodo 1889-1930 furono:
- 1889 - Maresciallo Manuel Deodoro da Fonseca. Capo del Governo Provvisorio e poi Presidente eletto dall'Assemblea Costituente;
- 1891 - Maresciallo Floriano Vieira Peixoto, subentrato in seguito alle dimissioni di Deodoro;
- 1894 - Prudente José de Morais e Barros;
- 1898 - Manuel Ferraz de Campos Sales;
- 1902 - Francisco de Paula Rodrigues Alves;
- 1906 - Afonso Augusto Moreira Pena (morto durante il mandato);
- 1909 - Nilo Procópio Peçanha (vicepresidente di Afonso Pena, prese il suo posto);
- 1910 - Maresciallo Hermes da Fonseca;
- 1914 - Venceslau Brás Pereira Gomes;
- 1918 - Francisco de Paula Rodrigues Alves (eletto, morì di influenza spagnola, senza entrare in carica);
- 1918 - Delfim Moreira da Costa Ribeiro (vicepresidente di Rodrigues Alves, subentrò al suo posto);
- 1919 - Epitácio da Silva Pessoa;
- 1922 - Artur da Silva Bernardes;
- 1926 - Washington Luís (deposto dalla rivoluzione del 1930);
- 1930 - Júlio Prestes de Albuquerque (eletto presidente nel 1930, non entrò in carica, impedito dalla rivoluzione del 1930).